# Šentlenart, Grebinj
Šentlenart (nemško St. Leonhard an der Saualpe) je naselje v Občini Grebinj v Okraju Velikovec na Koroškem v Avstriji.